# Île Amund Ringnes

Localisation de l'île Amund Ringnes

L'île Amund Ringnes est une île des îles Sverdrup située dans l'océan Arctique dans la région de Qikiqtaaluk dans le territoire canadien du Nunavut. L'île est située entre les 78e et 79e degrés de latitude. Elle est située à l'est de l'île Ellef Ringnes, à l'ouest des îles Axel Heiberg et Haig-Thomas ainsi qu'au nord de l'île Cornwall. Le détroit d'Hassel sépare l'île Amund Ringnes de l'île Ellef Ringnes. La baie Norwegian est à l'est et le détroit de Peary est au sud de l'île Amund Ringnes.
L'île Amund Ringnes a une superficie de 5 255 km2 ; ce qui en fait la 111e plus grande île en superficie au monde et la 25e au Canada.

## Histoire
L'île a été nommée par Gunnar Isachsen lors de l'expédition Otto Sverdrup en l'honneur du brasseur d'Oslo Amund Ringnes, un des sponsors de son expédition. L'île Amund Ringnes de même que les autres îles de l'archipel Sverdrup étaient réclamées par la Norvège à partir de 1902 jusqu'à ce que la Norvège reconnaisse la souveraineté canadienne sur l'archipel le 11 novembre 1930. En échange, le Royaume-Uni reconnut la souveraineté norvégienne sur l'île Jan Mayen le 19 novembre 1930.

## Annexe